# Partit Nacional Escocès
El Partit Nacional Escocès (anglès: Scottish National Party, gaèlic escocès: Pàrtaidh Nàiseanta na h-Alba, abreujat SNP) és un partit polític escocès de caràcter independentista i socialdemòcrata, fundat el 1934 com a fusió del National Party of Scotland i el Scottish Party.
Són partidaris de l'autonomia escocesa com a primer pas cap a la independència dins la Unió Europea, tot i que amb reserves, i de mantenir un estat del benestar tot repartint els beneficis del petroli. No tenen una postura clara a favor de cap de les llengües minoritàries, com el gaèlic o l'scots, tot i que han adoptat el lema gaèlic Alba heatha snein o reo (Independència i futur d'Escòcia).

## Primers anys
El partit va patir la seva primera escissió durant aquest període quan John MacCormick va abandonar el partit el 1942 en no poder canviar la política del partit de donar suport a la independència total per la d'un govern autonòmic en el congrés d'aquell any. McCormick va formar l'autonomista Scottish Covenant Association en 1951 que va viure el declivi a finals de la dècada. El SNP va tenir un baix nivell de suport en la postguerra i fins ben entrada la dècada de 1950, però va començar a organitzar-se durant la dècada de 1960, arribant a obtenir no menys del 40 per cent dels vots durant les eleccions municipals de 1968.

## Recuperació del Parlament escocès
Després del referèndum escocès de 1997 l'actual Parlament del Regne Unit va establir la Scotland Act 1998 que li va retornar la institució legislativa pròpia, el Parlament Escocès.
L'SNP tenia, el 2007, 47 dels 129 escons del Parlament escocès, però no va aconseguir el suport dels laboristes escocesos, els liberals o els conservadors, com a resultat de la seva política a favor de la independència d'Escòcia, cosa que els impedia de formar un govern de majoria, i, gràcies al suport dels Verds, Alex Salmond va ser elegit primer ministre d'Escòcia, amb un govern en minoria. En les eleccions de 2011 va aconseguir la majoria absoluta, amb 69 escons, amb la promesa de convocar un Referèndum sobre la independència d'Escòcia l'any 2014, que finalment es va acordar amb el govern del Regne Unit que es convoqués per al 18 de setembre de 2014.
Després de la derrota del "Sí" al referèndum, Salmond va anunciar que dimitiria com a líder de l'SNP al congrés del partit el novembre, i que dimitiria també com a primer ministre després que s'escollís un nou líder. En no presentar-se cap altra candidatura, Nicola Sturgeon va ser elegida nova líder del partit i el 19 de novembre va ser oficialment nova primera ministra en substitució de Salmond. Les eleccions al Parlament Escocès de 2016 van donar lloc a un Partit Nacional Escocès guanyant un tercer mandat al govern, encapçalat per Nicola Sturgeon però quedant a dos escons de renovar la majoria absoluta. Sturgeon va liderar el Partit Nacional Escocès aconseguint una victòria contundent a les eleccions generals del Regne Unit de 2015, guanyant 56 dels 59 escons escocesos, els millor resultats de la història del partit. L'SNP va perdre 21 escons a les eleccions generals del 2017.
El govern escocès es va dissoldre el 20 de maig de 2021 i les eleccions van deixar l'SNP a un escó de la majoria i Sturgeon va formar govern amb un acord amb el Partit Verd Escocès, creant una majoria independentista. El 15 de febrer del 2023 Sturgeon va anunciar la seva renúncia al càrrec després de 8 anys, deixant marge de temps per a triar-ne qui la substituís, i va renunciar també a la presidència de l'SNP.
Humza Yousaf va assumir el càrrec de primer ministre d'Escòcia el 29 de març de 2023, però va dimitir el 29 d'abril de 2024 Humza Yousaf després de trencar el govern amb el Partit Verd Escocès per l'abandonament del compromís de reduir les emissions de gasos d'efecte hivernacle en un 75% per al 2023, i per la presentació de sengles mocions de confiança del Partit Conservador Escocès i el Partit Laborista Escocès. John Swinney fou escollit pel seu partit per liderar el partit i ser primer ministre d'Escòcia el 6 de maig de 2024.

## Resultats electorals

### Parlament escocès
| Any  | Líder           | Circumscripció | Circumscripció | Circumscripció | Regional  | Regional | Regional | Total escons | +/– | Pos. | Govern   |
| Any  | Líder           | Vots           | %              | Escons         | Vots      | %        | Escons   | Total escons | +/– | Pos. | Govern   |
| ---- | --------------- | -------------- | -------------- | -------------- | --------- | -------- | -------- | ------------ | --- | ---- | -------- |
| 1999 | Alex Salmond    | 672,768        | 28.7           | 7 / 73         | 638,644   | 27.3     | 28 / 56  | 35 / 129     |     | = 2n | Oposició |
| 2003 | John Swinney    | 455,722        | 23.7           | 9 / 73         | 399,659   | 20.9     | 18 / 56  | 27 / 129     | 8   | = 2n | Oposició |
| 2007 | Alex Salmond    | 664,227        | 32.9           | 21 / 73        | 633,611   | 31.0     | 26 / 56  | 47 / 129     | 20  | 1r   | Minoria  |
| 2011 | Alex Salmond    | 902,915        | 45.4           | 53 / 73        | 876,421   | 44.0     | 16 / 56  | 69 / 129     | 22  | = 1r | Majoria  |
| 2016 | Nicola Sturgeon | 1,059,898      | 46.5           | 59 / 73        | 953,587   | 41.7     | 4 / 56   | 63 / 129     | 6   | = 1r | Minoria  |
| 2021 | Nicola Sturgeon | 1,291,204      | 47.7           | 62 / 73        | 1,094,374 | 40.3     | 2 / 56   | 64 / 129     | 1   | = 1r | Minoria  |

### Cambra dels Comuns
| Any      | Líder             | Escòcia   | Escòcia | Escòcia | +/– | Posició | Posició    | Govern   |
| Any      | Líder             | Vots      | %       | Escons  | +/– | Escòcia | Regne Unit | Govern   |
| -------- | ----------------- | --------- | ------- | ------- | --- | ------- | ---------- | -------- |
| 1935     | Alexander MacEwen | 29,517    | 1.1     | 0 / 71  |     | =       | =          | N/D      |
| 1945     | Douglas Young     | 26,707    | 1.2     | 0 / 71  | =   | =       | =          | N/D      |
| 1950     | Robert McIntyre   | 9,708     | 0.4     | 0 / 71  | =   | =       | =          | N/D      |
| 1951     | Robert McIntyre   | 7,299     | 0.3     | 0 / 71  | =   | =       | =          | N/D      |
| 1955     | Robert McIntyre   | 12,112    | 0.5     | 0 / 71  | =   | =       | =          | N/D      |
| 1959     | Jimmy Halliday    | 21,738    | 0.5     | 0 / 71  | =   | =       | =          | N/D      |
| 1964     | Arthur Donaldson  | 64,044    | 2.4     | 0 / 71  | =   | =       | =          | N/D      |
| 1966     | Arthur Donaldson  | 128,474   | 5.0     | 0 / 71  | =   | =       | =          | N/D      |
| 1970     | William Wolfe     | 306,802   | 11.4    | 1 / 71  | 1   | 4t      | 5è         | Oposició |
| Feb 1974 | William Wolfe     | 633,180   | 21.9    | 7 / 71  | 6   | 3r      | 4t         | Oposició |
| Oct 1974 | William Wolfe     | 839,617   | 30.4    | 11 / 71 | 4   | = 3r    | = 4t       | Oposició |
| 1979     | William Wolfe     | 504,259   | 17.3    | 2 / 71  | 9   | 4t      | 6è         | Oposició |
| 1983     | Gordon Wilson     | 331,975   | 11.7    | 2 / 72  | =   | 5è      | 7è         | Oposició |
| 1987     | Gordon Wilson     | 416,473   | 14.0    | 3 / 72  | 1   | 4t      | 5è         | Oposició |
| 1992     | Alex Salmond      | 629,564   | 21.5    | 3 / 72  | =   | = 4t    | 7è         | Oposició |
| 1997     | Alex Salmond      | 621,550   | 22.1    | 6 / 72  | 3   | 3r      | 5è         | Oposició |
| 2001     | John Swinney      | 464,314   | 20.1    | 5 / 72  | 1   | = 3r    | = 5è       | Oposició |
| 2005     | Alex Salmond      | 412,267   | 17.7    | 6 / 59  | 1   | = 3r    | = 5è       | Oposició |
| 2010     | Alex Salmond      | 491,386   | 19.9    | 6 / 59  | =   | = 3r    | = 5è       | Oposició |
| 2015     | Nicola Sturgeon   | 1,454,436 | 50.0    | 56 / 59 | 50  | 1r      | 3r         | Oposició |
| 2017     | Nicola Sturgeon   | 959,090   | 36.9    | 35 / 59 | 21  | = 1st   | = 3r       | Oposició |
| 2019     | Nicola Sturgeon   | 1,242,380 | 45.0    | 48 / 59 | 13  | = 1r    | = 3r       | Oposició |
| 2024     | John Swinney      | TBA       | TBA     | 9 / 57  | 39  | 2n      | 4t         | Oposició |

### Parlament Europeu (1979–2020)
| Any  | Grup | Grup | Grup  | Vots  | Vots | Escons | +/– |
| Any  | Grup | Grup | Grup  | %     | Pos. | Escons | +/– |
| ---- | ---- | ---- | ----- | ----- | ---- | ------ | --- |
| 1979 |      |      | EPD   | 19.4  | = 3r | 1 / 8  |     |
| 1984 | EDA  | 17.8 | = 3r  | 1 / 8 | =    |        |     |
| 1989 |      |      | RBW   | 25.6  | 2n   | 1 / 8  | =   |
| 1994 |      |      | ERA   | 32.6  | = 2n | 2 / 8  | 1   |
| 1999 |      |      | G-EFA | 27.2  | = 2n | 2 / 8  | =   |
| 2004 | 19.7 | = 2n | G-EFA | 2 / 7 | =    |        |     |
| 2009 | 29.1 | 1r   | G-EFA | 2 / 6 | =    |        |     |
| 2014 | 29.0 | = 1r | G-EFA | 2 / 6 | =    |        |     |
| 2019 | 37.8 | = 1r | G-EFA | 3 / 6 | 1    |        |     |

## Líders
- Alexander MacEwan (1934-1936)
- Andrew Dewar Gibb (1936-1940)
- William Power (1940-1942)
- Douglas Young (1942-1945)
- Bruce Watson (1945-1947)
- Robert McIntyre (1947-1956)
- James Halliday (1956-1960)
- Arthur Donaldson (1960-1969)
- William Wolfe (1969-1979)
- Gordon Wilson (1979-1990)
- Alex Salmond (1990-2000)
- John Swinney (2000-2004)
- Alex Salmond (2004 - 2014)
- Nicola Sturgeon (2014 - 2023)
- Humza Yousaf (2023 - 2024)
- John Swinney (2024-)